# Herb Jeffries
Herbert "Herb" Jeffries, nacido como Umberto Alexander Valentino (24 de septiembre de 1913 - 25 de mayo de 2014), fue un cantante de jazz y actor estadounidense.

## Biografía
Jeffries nació el 24 de septiembre de 1913 como Umberto Alexander Valentino en Detroit, de una madre irlandesa que dirigía una casa de huéspedes, y un padre, a quien nunca conoció, que tenía ascendencia siciliana, francesa, italiana y árabe. Él una vez se describió a sí mismo en una entrevista como "tres octavos Negro", reclamando el orgullo en su herencia racial durante un período en que muchos otros artistas negros de piel clara intentaban "pasar" como blanco en un esfuerzo por ampliar su atractivo comercial. En marcado contraste, Jeffries usaba maquillaje para oscurecer su piel, con el fin de seguir una carrera en el jazz y ser visto como empleable por los principales conjuntos musicales negros de la época. Sin embargo, mucho más tarde en su carrera, Jeffries asumirá la identidad de un ciudadano blanco por razones económicas o muy personales. Jet informó que Jeffries se identificó como blanco y dijo su nombre "real" como "Herbert Jeffrey Ball" en una aplicación para poder casarse con Tempest Storm en 1959.

## Filmografía parcial
- Harlem on the Prairie (1937)
- Two-Gun Man from Harlem (1938)
- Harlem Rides the Range (1939)
- The Bronze Buckaroo (1939)
- Calypso Joe (1957)
- Chrome and Hot Leather (1971)
- Portrait of a Hitman (1977)